# C/2009 UG89 Lemmon
La Cometa Lemmon, formalmente indicata C/2009 UG89 (Lemmon), è una cometa non periodica scoperta da Andrea Boattini e Albert D. Grauer il 22 ottobre 2009. Ritenuta inizialmente un asteroide è stata in seguito riconosciuta essere una cometa da R. S. McMillan, P. R. Holvorcem, M. Schwartz e Hiroko Sato.
La cometa è caratterizzata da un'elevata distanza perielica e da una notevole eccentricità iperbolica.